# Ivan Kuilakov
Ivan Nikolayevich Kuilakov –en ruso, Иван Николаевич Куйлаков– (22 de febrero de 1986) es un deportista ruso que compite en lucha grecorromana. Ganó una medalla de plata en el Campeonato Mundial de Lucha de 2013 y dos medallas en el Campeonato Europeo de Lucha, plata en 2013 y bronce en 2014.

## Palmarés internacional
| Campeonato Mundial | Campeonato Mundial | Campeonato Mundial | Campeonato Mundial |
| Año                | Lugar              | Medalla            | Categoría          |
| ------------------ | ------------------ | ------------------ | ------------------ |
| 2013               | Budapest (Hungría) | Medalla de plata   | 60 kg              |
| Campeonato Europeo |                    |                    |                    |
| Año                | Lugar              | Medalla            | Categoría          |
| 2013               | Tiflis (Georgia)   | Medalla de plata   | 60 kg              |
| 2014               | Vantaa (Finlandia) | Medalla de bronce  | 59 kg              |